# 장군의 아들
《장군의 아들》은 1990년 대한민국의 영화이다. 감독은 임권택이다. 홍성유가 쓴 소설 《인생극장》이 원작이며, 일제강점기 독립운동가 김좌진의 아들 김두한이 밑바닥 생활에서 시작하여 종로 주먹계를 평정하기까지의 과정을 그렸고 김두한 역에는 박중훈 최재성, 하야시 역에는 정보석이 물망에  올랐다. 박상민, 신현준 등 출연배우 대부분이 오디션을 거쳐 선발되었으며, 한국영화를 방화라고 불리며 외화에 밀리던 당시, 단성사에서 6개월간 상영하면서 서울에서만 관객 60만 명을 동원하여 개봉 당시 관객동원 최고기록을 세웠다. 총 관객 68만 명을 기록하였고 전국 관객 수는 200만 명을 기록하여 한국영화의 100만 명 관객 시대에 기폭제가 되었다.
한편, 박상민 (김두한 역)이 당시 오디션 심사위원이었던 강수연과 함께 SBS 드라마 《여인천하》에서 공연하기도 했다.
아울러, 차인표가 해당 영화 오디션에 응시했지만 영화사 주소를 잘못 써서 탈락했으며 그 이후 SBS 공채 3기 - KBS 공채 15기 탤런트 시험에서 낙방한 뒤 MBC 공채 22기 탤런트로 간신히 데뷔했고 조재현이 하야시 역 오디션을 봤으나 탈락했으며 양원경이 영화배우가 되기 위해 해당 영화 오디션에 응시했지만 낙방했고 군 제대(의무경찰) 후 1990년 KBS 6기 공채 개그맨 시험에 응시했으며 이 과정에서 군인(해군 홍보단) 신분으로 시험에 응시한 대학 동기 김용만과 재회했으나 동반 탈락했고 1991년 5월 KBS 공채 7기 겸 대학개그제 1기로 김용만과 동반 데뷔했는데 김용만은 문선대에서 휴가를 나온 뒤 KBS 공채 6기 등 두 차례 개그맨 시험에 응시했으나 탈락했다.

## 줄거리
때는 일제강점기. 고아소년 김두한(박상민)은 각설이 생활을 전전하다가 우연한 기회에 극장 우미관에 취직한다. 어느 날 김두한은 우미관패의 우두머리 김기환을 만나러 온 망치를 때려눕히고 종로 주먹계에 입문한다. 학생 주먹패 대장 신마적은 김두한이 장군 김좌진의 아들임을 알고 뒤에서 그를 키워준다.
한편 일본계 야쿠자인 하야시(신현준) 패거리들이 세력을 확장하여 종로로 진출하려고 하자 김두한은 한국인 상점들을 보호해주며 자신의 위치를 확고히 한다. 그러던 중 김기환이 일본인 형사를 때려눕힌 죄목으로 체포되면서 김두한은 종로 주먹계의 공식적인 우두머리가 되어 하야시 패거리들과 한판 대결을 벌인다.

## 등장인물

### 주인공
- 박상민 : 김두한 역(목소리 : 故 백순철(1편) / 장광(2,3편))
- 신현준 : 하야시 역
- 방은희 : 화자 역

### 주변 인물
- 민응식 : 김기환 역
- 김승우 : 쌍칼 역
- 김형일 : 신마적 엄동옥 역
- 김해곤 : 왕마귀 역
- 이종상 : 종로꼬마 역
- 이해룡 : 우미관 사장 김만복 역(목소리 : 신성호(2탄))[14]
- 손호균 : 니또류 무사시 역
- 故 이일재 : 김동회 역(목소리 :이성(1,2편) / 김태연(3탄))

### 그 외 인물
- 신현배
- 전범수
- 김성룡 : 종로경찰서 마루오까 경부 역
- 박영철 : 망치 역(목소리 : 김기현)
- 신이현
- 주상호 : 종로경찰서 고등계 구니모토 형사 역
- 노평철
- 김미란
- 김선경
- 김윤희
- 신명숙
- 박민희
- 이혜주
- 안영란
- 황근창
- 노승진
- 홍안표
- 김동훈
- 김규태
- 김태희
- 안성혁
- 정민
- 하재호
- 황병훈
- 김병찬
- 김관기
- 박기성
- 강성국
- 정상기
- 박영교
- 정문기
- 최준석
- 김석훈
- 오도영
- 황정민 : 낙원회관 지배인 역
- 고영익
- 양택조
- 박민호
- 이도련
- 장정국
- 최재호
- 이석구
- 왕태언
- 홍동은
- 박예숙
- 박종설
- 김동현
- 이희승
- 손원일 : 정진영 역

## 제작진
- 감독 : 임권택
- 연출부 : 김영빈, 김의석, 박광인, 임상수
- 각본 : 윤삼육
- 원작 : 홍성유
- 원안 : 김용옥
- 촬영 : 정일성
- 촬영부 : 조동관, 이후곤, 성종무, 조성환, 김학수
- 조명 : 차정남
- 조명부 : 함형석, 서석규, 김명화, 권오근, 홍진기
- 제작, 기획 : 이태원
- 제작실장 : 전융행
- 제작부장 : 노평철
- 제작진행 : 김성룡
- 녹음 : 이성근
- 음악 : 신병하
- 미술 : 도용우
- 소품 : 김호길
- 소품팀 : 황인식, 김광태
- 타이틀 : 한국옵티칼
- 미용 : 조경애
- 분장 : 홍동은
- 코디네이터 : 정은님
- 의상 : 영화의상실, 솔리드, 빅게이트
- 편집 : 박순덕
- 네가편집 : 박곡지
- 스틸 : 양기주
- 구성 : 김용옥
- 사진 : 구본창
- 옵티컬 : 윤종두
- 영사 : 오기삼
- 무술감독 : 양진방
- 무술연기 : 신병윤, 김영모, 정두홍, 이병호, 홍석의, 김종기, 김태종, 이형길, 박종민, 김효진, 김학성

## 수상
- 제11회 청룡영화제 최우수한국영화최다흥행상
- 제11회 영평상 미술상

## 상영정보
- 극장개봉 : 1990년 6월 9일
- 비디오출시 : 1991년 5월 17일 (VHS, 미디아트)

## 역사적 사실
- 김두한이 부친 등에 가족을 성인이 되어서 알게되는 등에 일생 이야기는 사실과 관계가 없다.
- 김동회는 영화 장군의 아들에서 비중을 차지하며 1939년에 김두한을 만나 평생지기라며 김두한과 있었던 일화들을 소개하는 등에 언론을 통해서 인터뷰하였다.[15] 그러나 1946년에 김두한과 같이 아편사건으로 사형을 선고받았다고 김동회의 주장과 달리 김두한의 사형선고는 1946년 아편사건이 아닌 정진영 등의 살해사건인 1947년에 이른바 대한민청 사건으로 당시 대한민청 사건 보도기사 자료에도 김동회란 이름은 없다.[16] 김동회는 드라마 《야인시대》에 평양박치기는 시라소니이고 하야시(선우영빈)가 일본인으로 묘사하고 김영태가 해방 후 만난 인물이라고 말했다. 그러나 시라소니가 이성순의 별호이며[17] 하야시(선우영빈)는 영화 장군의 아들보다 야인시대에서 하야시가 더 사실적이이었으며 김영태는 해방전에 만났다.[18][19] 또한, 김동회 관한 언론기사와 김영태 관한 언론기사에 각각 평생지기라는 타이틀로 기사화되기도 했으나 김영태와 활동한 자료는 있으나 김동회가 김두한과 인연이 있다는 자료는 없다.[20]
- 영화 장군의 아들에서 비중을 차지하며 김두한을 키웠다는 김기환에 대한 행적 및 실존인물인지는 홍성유의 장군의 아들(전 인생극장) 소설책 출처와 김동회와 조일환 등의 측에 주장으로서 이에 관한 자료는 없다.

## 뒷이야기
- 박상민, 신현준 등 신인 배우들의 목소리는 성우가 더빙하였다.

## 같이 보기
- 장군의 아들 2
- 장군의 아들 3
- 장군의 아들 시리즈
- 홍성유
- 대한민국 영화 흥행 기록